# Маторин, Михаил Владимирович
Михаи́л Влади́мирович Мато́рин (1901, Москва — 1976, там же) — русский советский художник, график, акварелист, мастер книжного оформления, эстампа, работал в технике ксилографии и линогравюры. Педагог, профессор МГХИ им. В. И. Сурикова.
Участник Великой Отечественной войны. Заслуженный деятель искусств РСФСР (1970).

## Биография
Окончил Государственную художественно-промышленную мастерскую печатного дела (1914—1920), начав обучаться ещё в художественной школе при типолитографии И. Д. Сытина.
Учился сначала у С. В. Герасимова, потом у И. Н. Павлова, а также других мастеров: Г. Д. Алексеева, М. А. Доброва, Н. М. Чернышева, А. Г. Якимченко. Вскоре стал лучшим учеником и ближайшим помощником Павлова, начал постоянно посещать Павловский «теремок» на Большой Якиманке, где собирались видные художники-графики. Одновременно занимался в студии В. Д. Фалилеева при Пролеткульте.
На конкурсе Госиздата в 1920 получил 1-ю премию за плакат «Да здравствует мировой Октябрь». С 1920-х годов исполнял станковые гравюры на дереве и линолеуме, изображал русские и европейские исторические архитектурные памятники.
С 1920 по 1924 преподавал в Московских художественно-промышленных мастерских печатного дела, с 1924 по 1930 в Центральной полиграфической школе ФЗУ им. Борщевского, с 1935 по 1941 в школе ФЗУ комбината «Правда».
С 1935 — доцент. С 1950 и до конца жизни преподавал в МХИ им. В. И. Сурикова как профессор класса гравюры.
Похоронен на Даниловском кладбище.

## Членство в художественных организациях
Входил в Ассоциацию художников-граверов при Доме печати в Москве (1926—1929), АХРР (1926), секцию граверов ОПХ в Ленинграде (1928—1929), Союз советских художников в Москве (1931—1932).

## Выставки
Работы экспонировались с 1922 (на первой русской художественной выставке в Берлине в галерее Ван-Димена).

## Основные произведения

### Иллюстрации и оформление книг
Принимал активное участие в оформлении книг издательства Academia (оформил около 20 книг).
1930-е годы
- «Письма Рубенса»
- «Утопия» Т. Мора
- «Похвальное слово глупости» Э. Роттердамского
- «Крепостной театр»
- «Песни Первой французской революции»
- «Эжен Потье»

1940-е—1950-е годы
- Оформление серии «Массовая библиотека» издательства «Искусство» (1947—1950)
- «Фронтовые зарисовки» (1945)
- «Портреты В. И. Ленина» (1945—1951)

Альбомы
- «Московский Кремль» (1946—1948)
- «Выборг» (1967)

Рисунки
- «По старым русским городам» (1960-е годы)

## Сочинения
- Павлов И. Н., Маторин М. В. Техника гравирования на дереве и линолеуме. — М.—Л.: Искусство, 1938. — 137 с.
  - Павлов И. Н., Маторин М. В. Техника гравюры на дереве и линолеуме. — Изд. 2-е. — М.: Искусство, 1952. — 100 с.

## Альбомы
- Загорск: (Альбом) / М. В. Маторин. — М.: Советский художник, 1968. — 19 с.